# Agrotis hortulana
Agrotis hortulana là một loài bướm đêm trong họ Noctuidae.